# Volcán (Argentina)
Volcán è un comune (comisión municipal in spagnolo) dell'Argentina, appartenente alla provincia di Jujuy, nel dipartimento di Tumbaya. 

## Geografia
Volcán è situata nella parte meridionale della Quebrada de Humahuaca, a 42 km a nord-ovest dalla capitale San Salvador de Jujuy.

## Società
In base al censimento del 2001, nel territorio comunale dimorano 1.580 abitanti, di cui 1.048 nella cittadina capoluogo del comune.

## Collegamenti esterni

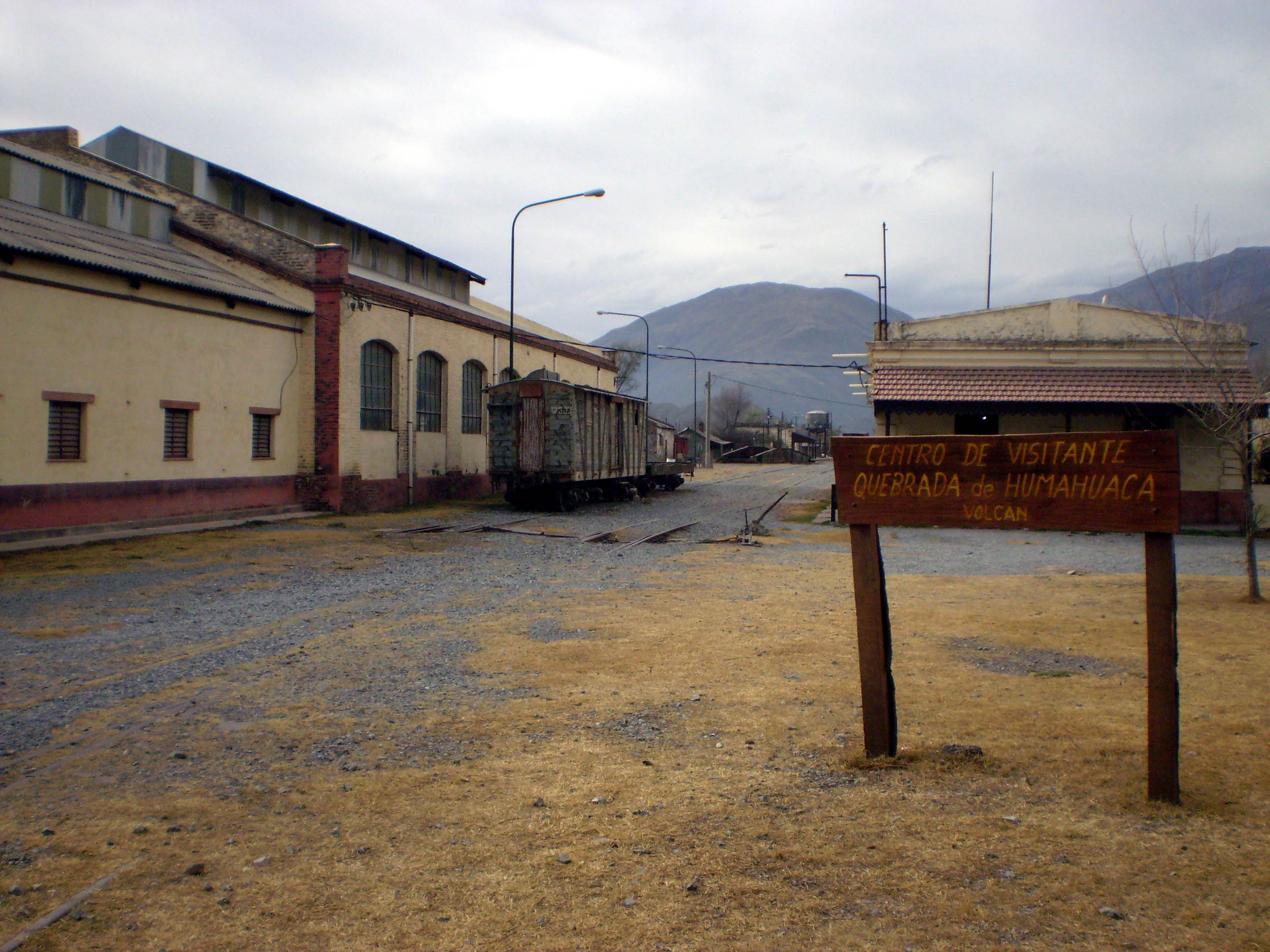
Panorama